# Bidonville (album)
Pour les articles homonymes, voir Bidonville.
Albums de Claude Nougaro
Les grands auteurs & compositeurs interprètes
(1964) Petit taureau
(1967)
Bidonville est le premier album de Claude Nougaro, sorti en juin 1966 sous le label Philips.

## Autour de l'album
Références originales : 
- LP Philips 77865 édition mono
- LP Philips 842138 édition stéréo

Les titres Sing Sing Song et À bout de souffle sont précédemment sortis, en 1965, en super 45 tours (Philips 437050).
De même pour les titres Tu dormiras longtemps, Chanson pour le maçon, Schplaouch ! et Armstrong, parus sur le super 45 tours Philips 437153.

## Titres
| 1.  | Bidonville (Berimbau)                              | Claude Nougaro (adaptation) | Vinícius de Moraes - Baden Powell | 3:17 |
| 2.  | L'Amour sorcier                                    | Claude Nougaro              | Claude Nougaro - Maurice Vander   | 3:26 |
| 3.  | Côte d'Azur                                        | Claude Nougaro              | Claude Nougaro - Maurice Vander   | 3:00 |
| 4.  | Sing Sing Song (Work Song)                         | Claude Nougaro (adaptation) | Nat Adderley - Oscar Brown Jr.    | 2:56 |
| 5.  | Tu dormiras longtemps                              | Claude Nougaro              | Michel Legrand                    | 2:38 |
| 6.  | À bout de souffle (Blue Rondo a la Turk)           | Claude Nougaro              | Dave Brubeck                      | 3:00 |
| 7.  | Les Mains d'une femme dans la farine (Gravy Waltz) | Claude Nougaro (adaptation) | Steve Allen - Ray Brown           | 1:57 |
| 8.  | Chanson pour le maçon                              | Claude Nougaro              | Jacques Datin                     | 2:46 |
| 9.  | Schplaouch !                                       | Claude Nougaro              | Michel Legrand                    | 2:56 |
| 10. | Gratte-moi la tête                                 | Claude Nougaro              | Claude Nougaro - Maurice Vander   | 2:38 |
| 11. | Armstrong (Traditionnel)                           | Claude Nougaro (adaptation) |                                   | 3:16 |
| 12. | Toutes les filles m'ont suivi                      | Claude Nougaro              | Michel Portal - Maurice Vander    | 2:27 |

## Musiciens
- Basse : Michel Gaudry, Gilbert Rovère
- Batterie : André Arpino, Daniel Humair, René Nan, Jean-Louis Viale
- Bongos : Sam Kali
- Guitare électrique : Pierre Cullaz
- Orgue : Eddy Louiss
- Piano et orgue : Maurice Vander
- Saxophone : Michel Portal
- Trompette : Ivan Jullien, Roger Guerin
- Tablas : Jean-Pierre Drouet